# Saint-Melaine
Pour l’article homonyme, voir Melaine pour le saint éponyme, Saint-Melaine-sur-Aubance pour la commune de Maine-et-Loire.
Saint-Melaine ou Saint-Mélaine est une ancienne commune d'Ille-et-Vilaine qui fait aujourd'hui partie de la commune de Châteaubourg.
La fusion-association entre Broons-sur-Vilaine, Saint-Melaine et Châteaubourg a eu lieu le 1er avril 1973 et est transformé en une fusion simple au 1er janvier 2014.

## Géographie
Saint-Melaine se trouve dans la partie orientale du Bassin de Rennes, sur la rive droite (rive nord) de la Vilaine qui limite au sud le finage communal. La majeure partie du territoire de cette ancienne commune forme un bas plateau en pente douce dont les altitudes vont croissant vers le nord jusqu'à 98 mètres d'altitude au nord de La Gaudinais. Le bourg, excentré dans la partie sud du territoire de l'ex-commune, est situé sur ce bas plateau, dominant l'escarpement formé par le versant nord de la vallée de la Vilaine, qui coule vers une cinquantaine de mètres d'altitude (46 mètres à Pont-Riou).
Le finage de cette ancienne commune avait un paysage traditionnel de bocage avec habitat dispersé en hameaux et fermes isolées.
Saint-Melaine était sur l'itinéraire de la route royale allant de Rennes à Paris, devenue Route nationale 12 jusqu'en 1952, puis RN 157 jusqu'à la construction de la voie rapide prolongeant l'autoroute A81 entre La Gravelle et Rennes qui passe nettement plus au sud. Désormais, c'est la simple RD 857 en Ille-et-Vilaine.
La voie ferrée allant de Paris-Montparnasse à Rennes et Brest passe au sud de la commune, mais Saint-Melaine ne dispose pas de gare, la plus proche étant celle de Châteaubourg.
La Vilaine et la voie ferrée forment obstacles aux communications nord-sud : seuls un pont et un passage à niveau en permettent le franchissement, au niveau de Pont-Riou, sur une route communale en direction de Saint-Didier.
Désormais le bourg de Saint-Melaine est englobé dans l'agglomération de Châteaubourg et cette ancienne commune forme, depuis la fusion intervenue, la partie orientale de la commune de Châteaubourg.

## Histoire

### Étymologie et origines
La paroisse est consacrée à saint Melaine, évêque de Rennes.

### Moyen Âge
Saint-Melaine aurait été une paroisse au XIIe siècle si l'on en croit le fait qu'en 1163 Renault de Saint-Melaine donna à l'abbaye de Savigny le tiers de la dîme de la paroisse.
La grange cistercienne de Fayel (de nos jours il existe un hameau et un étang portant ce nom, écrit "Fayelle", situé au nord du bourg de Saint-Melaine) a été fondée en 1167 par Robert III de Vitré, et était comme un prieuré dépendant de l'abbaye de Savigny. Elle disposait du droit de haute justice.
La famille Guyot du Pontrioul fut anoblie par le duc de Bretagne Jean V en 1440. Elle demeurait au manoir de la Baronnière (trève de Saint-Melaine) et était seigneur de La Fontenelle, de la Baronnière, de Baillé, du Brossays, du Tremble.

### Époque moderne
La châtellenie de La Fontenelle était préeminente à Saint-Melaine. Le château de La Fontenelle fut propriété successive en 1427 de la famille du Plessis (seigneurs du Plessis en Melesse), en 1448 de la famille de Beaucé (seigneurs du Plessis-Beaucé en La Chapelle-des-Fougeretz), puis des familles de Brignon (en 1616), Le Clerc (en 1690), et, au XVIIIe siècle, de la Motte, Girard et Tulot.
L'abbé de Saint-Melaine de Rennes y disposait d'un fief et du droit d'y présenter le recteur.

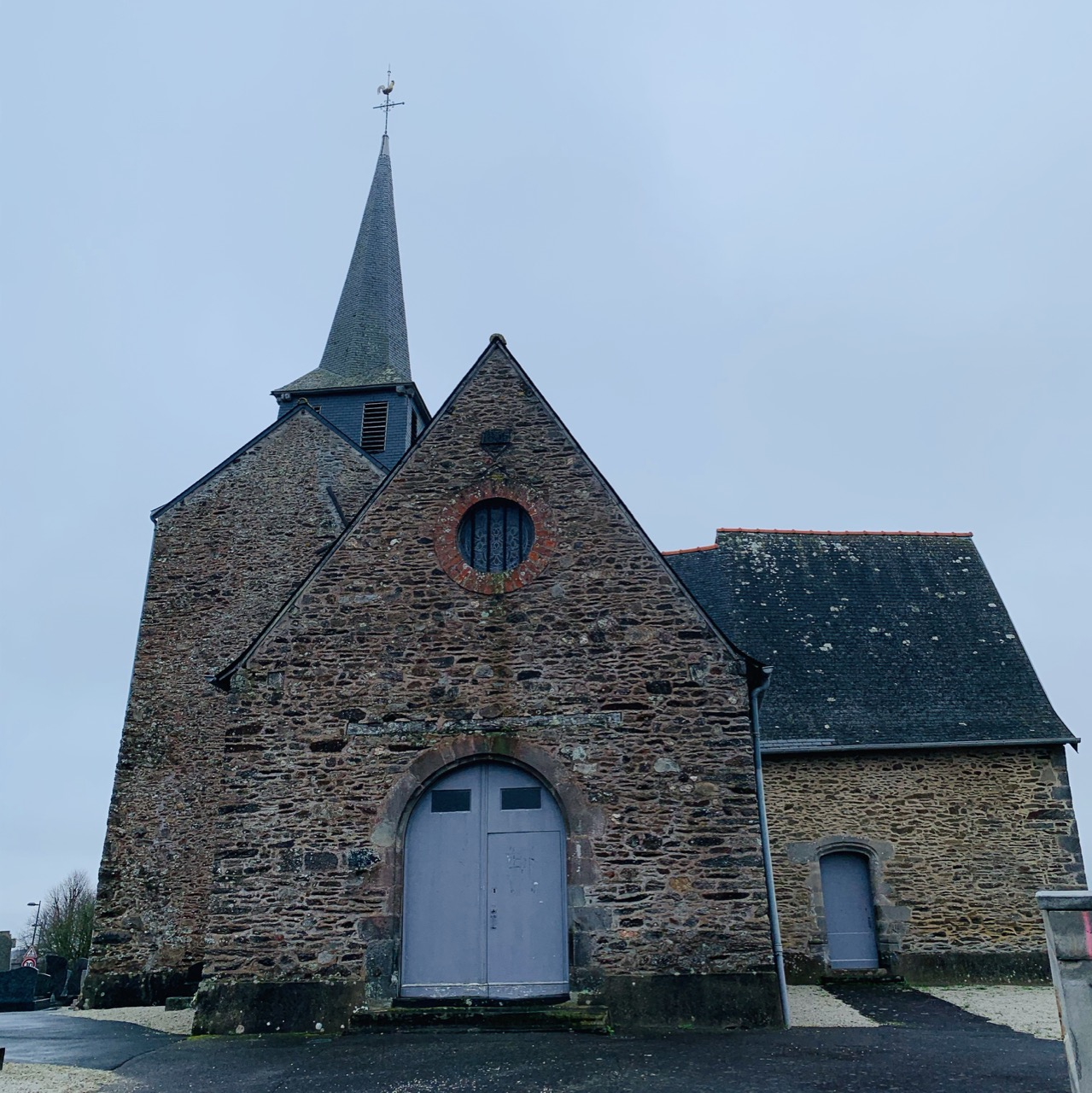
Église paroissiale Saint-Melaine (XVIIè)

Au XVIe siècle l'ancienne paroisse de Saint-Melaine-sur-Vilaine n'est plus qu'une simple trève dépendant de la paroisse de Saint-Jean-sur-Vilaine, son curé étant nommé par le recteur de Saint-Jean ; le recteur de Saint-Jean-sur-Vilaine interdit même en 1615 en l'église Saint-Melaine tout culte divin, sauf une messe basse les dimanches et fêtes, dite par un prêtre nommé par lui, mais il fut désavoué lors d'un procès intenté contre lui par le seigneur de la Fontenelle. Saint-Melaine ne fut à nouveau érigée en paroisse indépendante par une ordonnance royale qu'en 1825.

### Révolution française
Saint-Melaine a été érigée en commune à la Révolution française, au détriment de l'actuelle commune de Saint-Jean-sur-Vilaine.
Le 24 brumaire an II (14 novembre 1793), la division du général Muller campe à Saint-Melaine et sa réserve à Saint-Jean-sur-Vilaine ; elles font partie des troupes de l'Armée de l'Ouest, dirigées par le général Kléber.
En septembre 1795, le chef chouan Henri du Boishamon, informé qu'une colonne républicaine forte de 300 hommes, qui avait couché à Châteaubourg, devait se rendre à Vitré, décida de l'attaquer, bien qu'il n'eût qu'à peine 250 soldats. Il tendit une embuscade aux troupes républicaines à Saint-Jean ; le combat fut longtemps indécis, mais les chouans parvinrent à adosser les républicains à la Vilaine et durent fuir jusqu'à Saint-Melaine et perdirent une quarantaine d'hommes.

### LeXIXesiècle
En 1845, A. Marteville et P. Varin, continuateurs d'Ogée, décrivent ainsi Saint-Melaine :

« Commune formée de l'ancienne trève de Saint-Jean-sur-Vilaine. Principaux villages : les Champs-au-Moine, la Gaudinais, le Pont-Riou, la Bretonnière. Maisons importantes : Fayelle, la Fontenelle. Superficie totale : 1581 hectares (...) dont terres labourables 1098 ha, prés et pâtures 205 ha, bois 87 ha, vergers et jardins 8 ha, landes et incultes 7 ha, châtaigneraies 15 ha (...); moulin : 1. Cette commune est traversée de l'est à l'ouest par la route de Rennes à Paris, et limitée au sud par la rivière de Vilaine. Elle contient au nord le bois-taillis des Alleux, ainsi que les étangs de Fayelle qui, avec le ruisseau de la Corbière, lui servent de limite. Fayelle, jadis à la famille du Dézerszeul, était un prieuré appartenant aux moines de Savigny. On parle le français [en fait le gallo]. »

### LeXXesiècle

#### La Première Guerre mondiale
Le monument aux morts de Saint-Melaine porte les noms des 10 soldats de la commune morts pour la France pendant la Première Guerre mondiale.

#### L'Entre-deux-guerres
La famille Rubin, cultivateurs à Fayelle, obtint en 1929 le prix Étienne Lamy décerné par l'Académie française à une famille nombreuse (18 enfants) méritante.

#### La Seconde Guerre mondiale
Le 12 mai 1940, un monument du Sacré-Cœur fut béni à Saint-Melaine. Le journal Ouest-Éclair écrit : « Son caractère original, et la qualité très rare de la fresque qui le décore, attireront les visiteurs ».

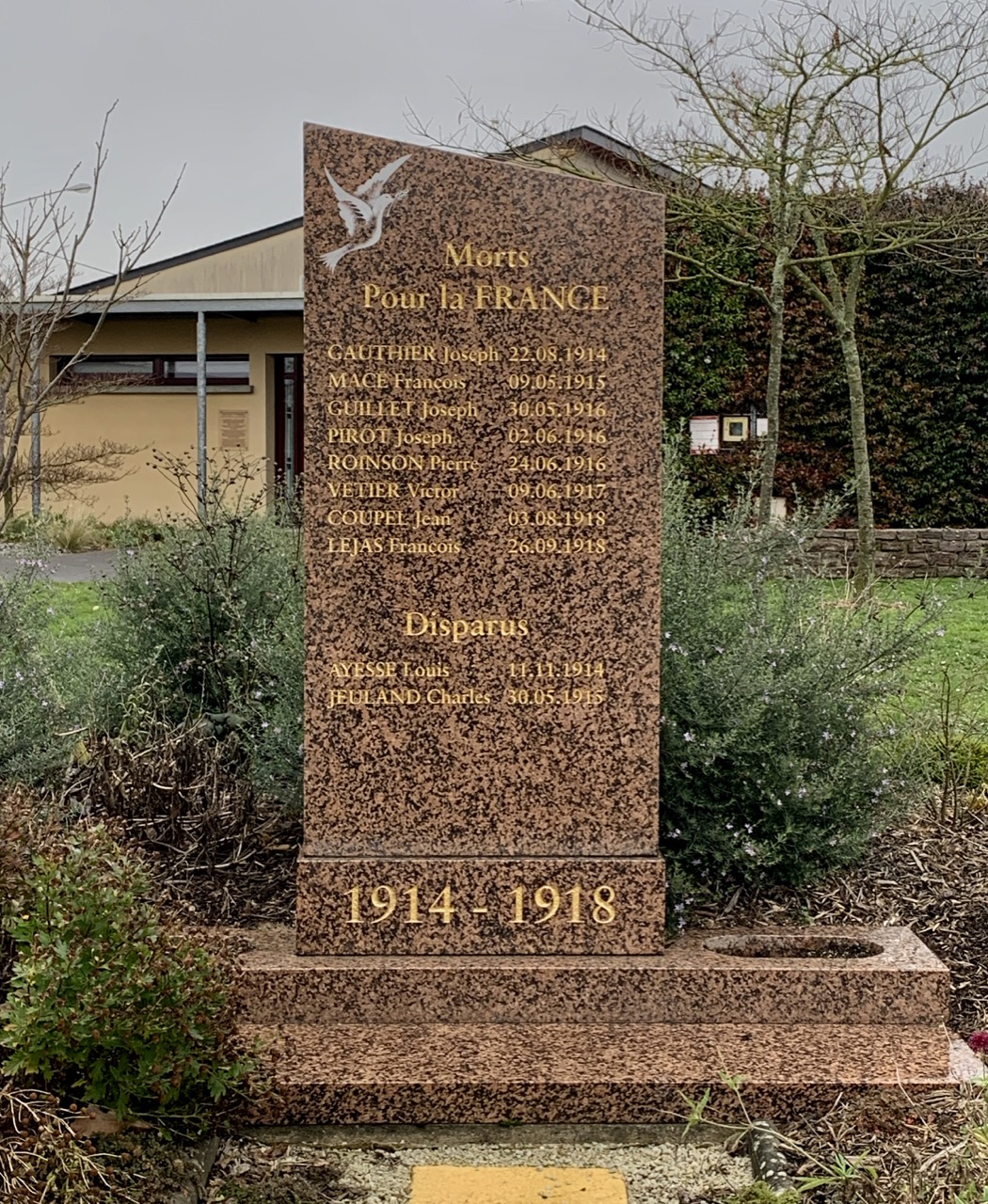
Monument aux morts 14-18
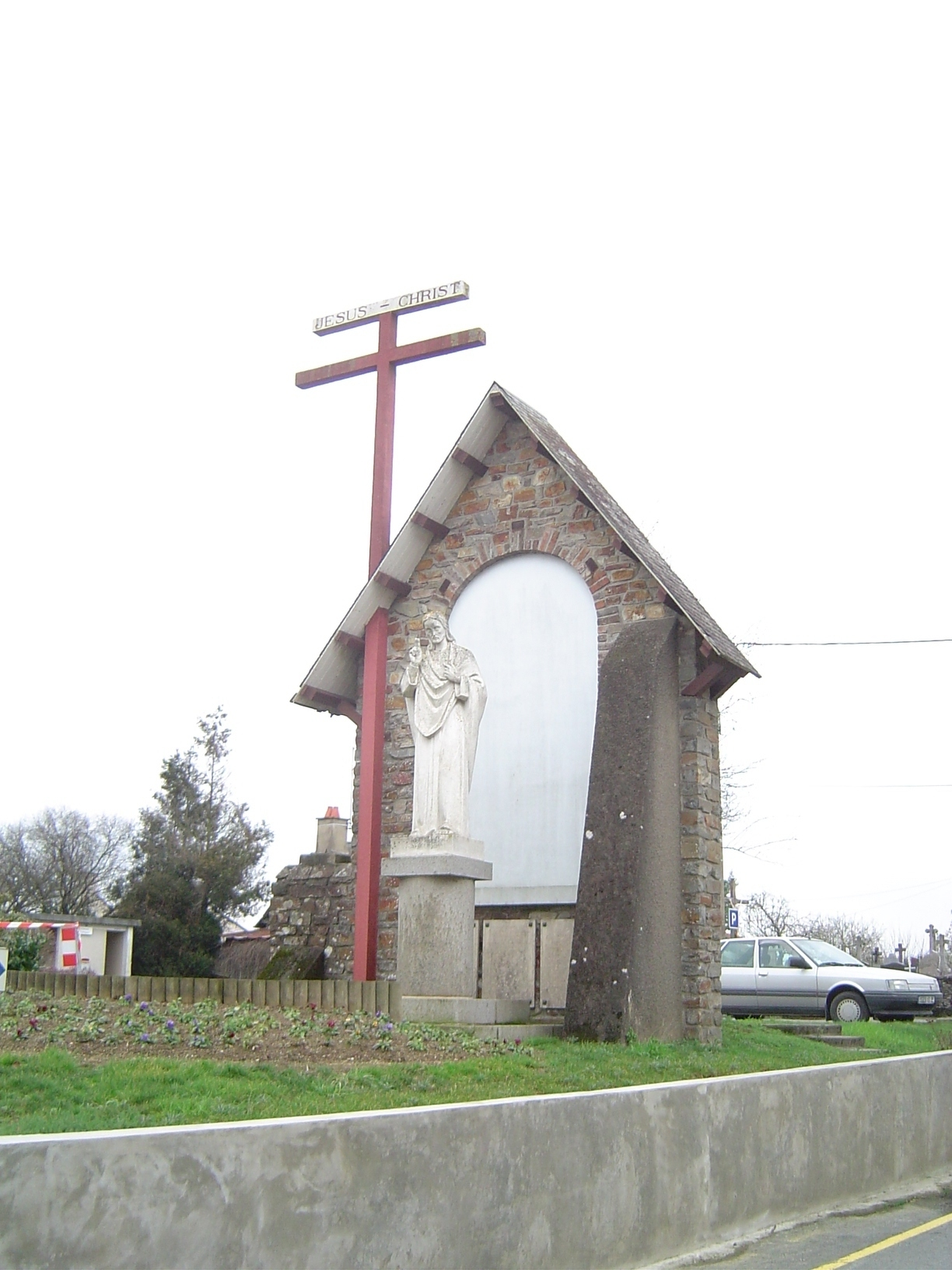
Le monument du Sacré-Cœur et le calvaire de Saint-Melaine

Saint-Melaine n'a connu aucun décès pour faits de guerre pendant la Seconde Guerre mondiale.

## Démographie
La commune de Saint-Melaine a vu sa population passer de 400 habitants en 1793 à 417 habitants en 1846 (année du maximum démographique), connaissant donc une remarquable stagnation pendant la première moitié du XIXe siècle ; le minimum démographique est atteint en 1921 avec seulement 262 habitants, en raison de l'exode rural ; la population recommence à croître très modérément pendant l'Entre-deux-guerres et l'immédiat après Seconde Guerre mondiale, atteignant 315 habitants en 1962, pour commencer à croître plus rapidement ensuite, atteignant 375 habitants en 1968, sans retrouver néanmoins encore à cette date le niveau de population de 1793. Depuis, la population de la commune associée était de 1 214 habitants en 1999[réf. souhaitée] et 1 744 habitants en 2010 ; la fusion intervenue avec Châteaubourg ne permet plus dorénavant de connaître les chiffres précis, mais la population continue à fortement augmenter, si l'on en juge par la prolifération des nouveaux lotissements, l'agglomération de Saint-Melaine étant désormais englobée dans celle de Châteaubourg.

## Administration et vie politique

### Liste des maires
| Période                                  | Période          | Identité          | Étiquette | Qualité                                                                            |
| ---------------------------------------- | ---------------- | ----------------- | --------- | ---------------------------------------------------------------------------------- |
| 1796                                     | 1830             | Pierre Jeby       |           | Cultivateur à Quincampoix                                                          |
| 1830                                     | 1837             | Jacques Pirot     |           | Cultivateur à La Cadolière. Démissionne en 1837                                    |
| 1837                                     | 1845             | Joseph Gisquel    |           | Facteur rural                                                                      |
| 1845                                     | 1902             | Pierre Lelièvre   |           | Cultivateur                                                                        |
| 1902                                     | 1905             | Victor Briantais  |           | Cultivateur à La Fontenelle                                                        |
| 1905                                     |                  | Louis Renoux      |           | Cultivateur                                                                        |
|                                          |                  |                   |           |                                                                                    |
| mai 1929                                 | ?                | François Renoux   |           | Cultivateur au Châtaignier                                                         |
|                                          |                  |                   |           |                                                                                    |
| mai 1953                                 | mars 1983        | Louis Lejas       |           | Agriculteur retraité Chevalier de l'Ordre national du Mérite et du Mérite agricole |
| mars 1983                                | mars 2001        | Louis Renoux      |           | Agriculteur                                                                        |
| mars 2001                                | mars 2008        | Jean-Claude Gétin |           | Retraité                                                                           |
| mars 2008                                | 31 décembre 2013 | Guy Mével         |           | Retraité SNCF Maire délégué jusqu'à la fusion avec Châteaubourg                    |
| Les données manquantes sont à compléter. |                  |                   |           |                                                                                    |

## Monuments et sites
- Le château de La Fontenelle et sa chapelle[34]
- Le manoir de la Baronnière [10]
- Le manoir de la Cadelière [35]
- Le prieuré de Fayelle [36]
- Église paroissiale de Saint-Melaine (XVIIe siècle)[37].